# 岩槻警察署
岩槻警察署（いわつきけいさつしょ）は、埼玉県さいたま市岩槻区大字岩槻にある、埼玉県警察が管轄する警察署。署長は警視。

## 所在地
- さいたま市岩槻区大字岩槻5106番地

## 管轄区域
- さいたま市岩槻区
- 蓮田市

## 管内の交番・駐在所
括弧内は所在地。

### 岩槻区
- 岩槻駅前交番（本町三丁目1番1号）
- 東岩槻駅前交番（東岩槻一丁目1番地7）
- 城南交番（大字南下新井4番地1）
- 慈恩寺駐在所（大字慈恩寺250番地10）

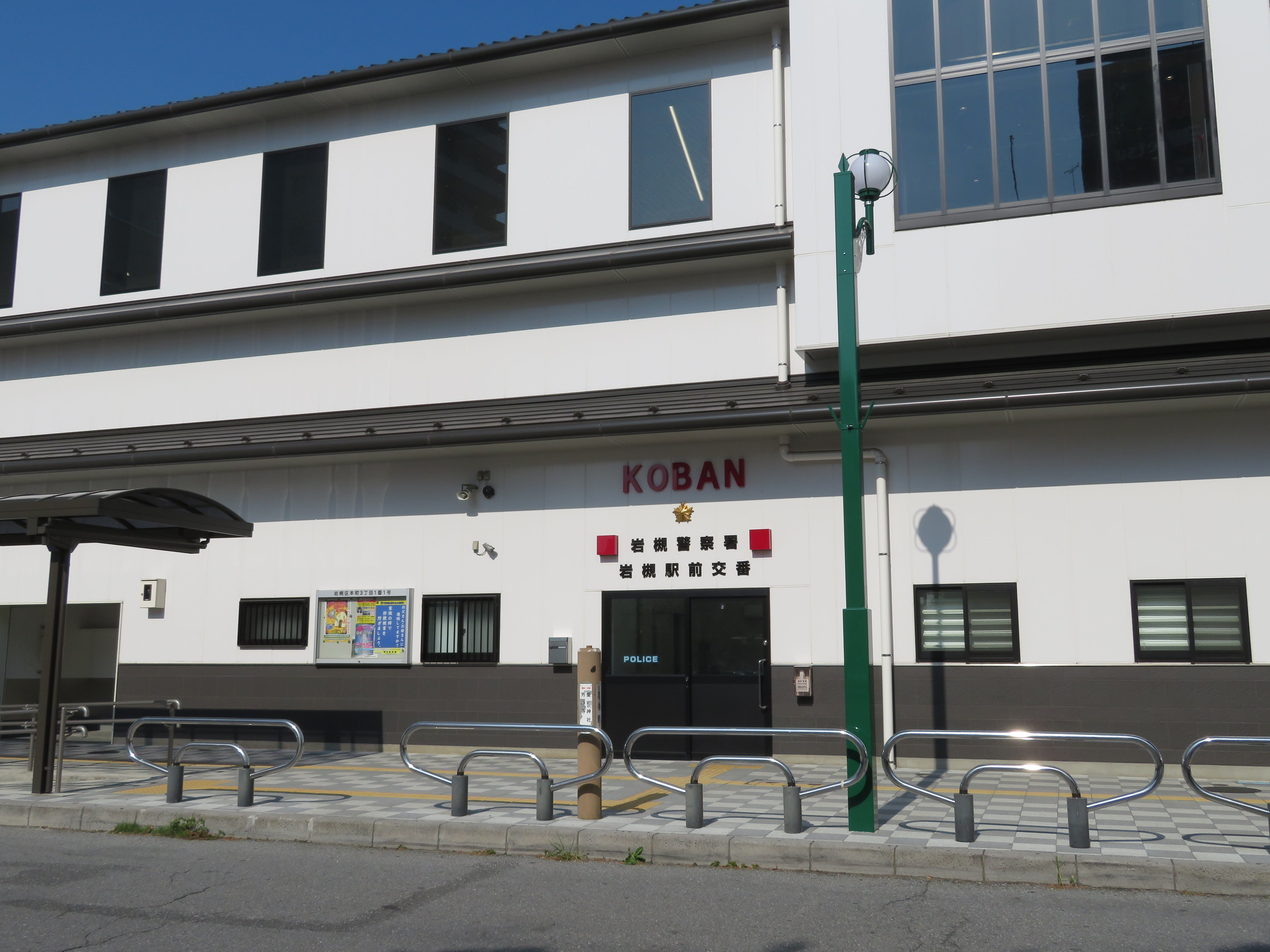
岩槻駅前交番（岩槻駅駅舎に併設されている）
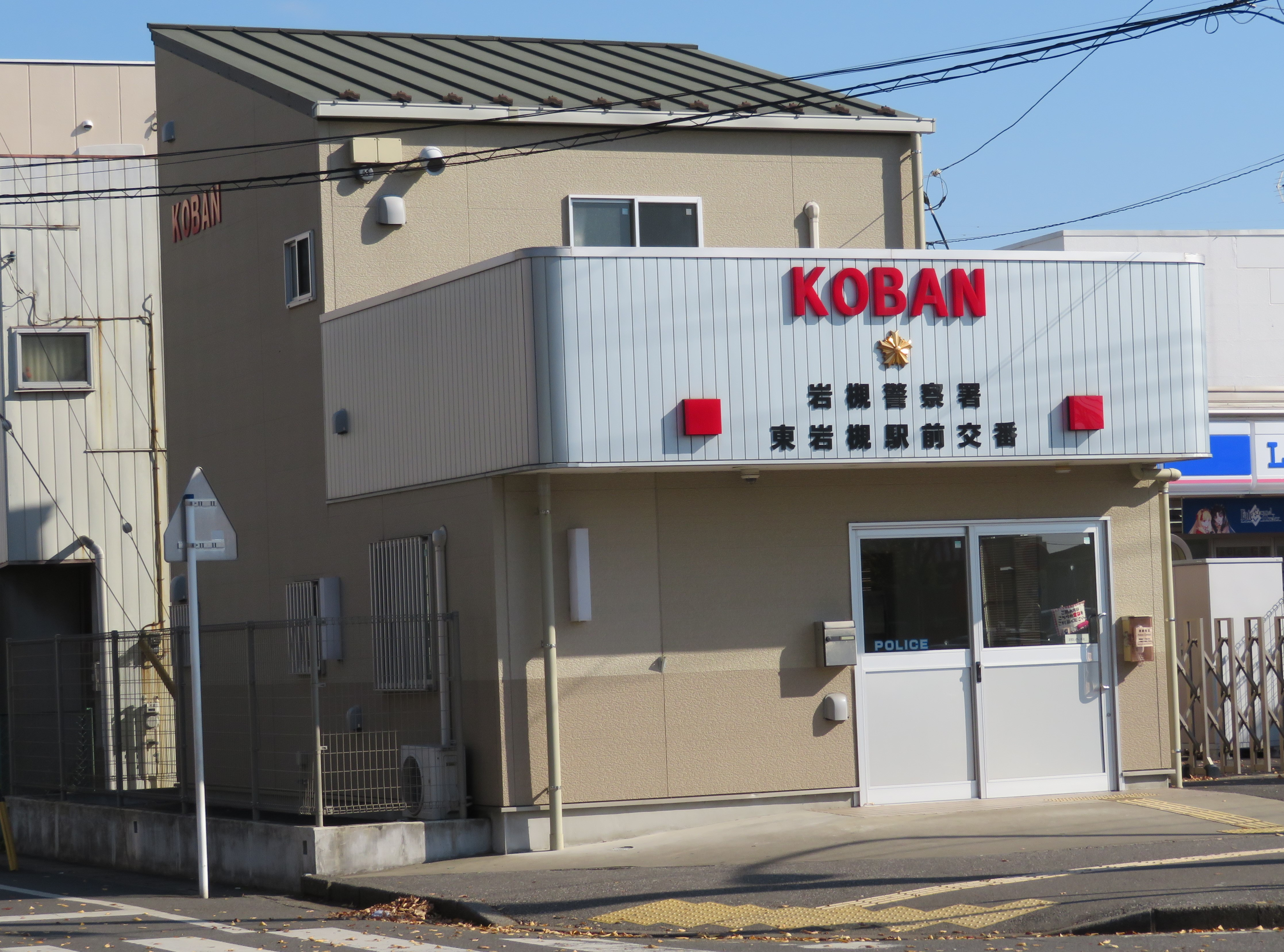
東岩槻駅前交番

### 蓮田市
- 蓮田交番（東六丁目2番24号）
- 黒浜西交番（大字城647番地1）
- 平野駐在所（大字井沼942番地1）

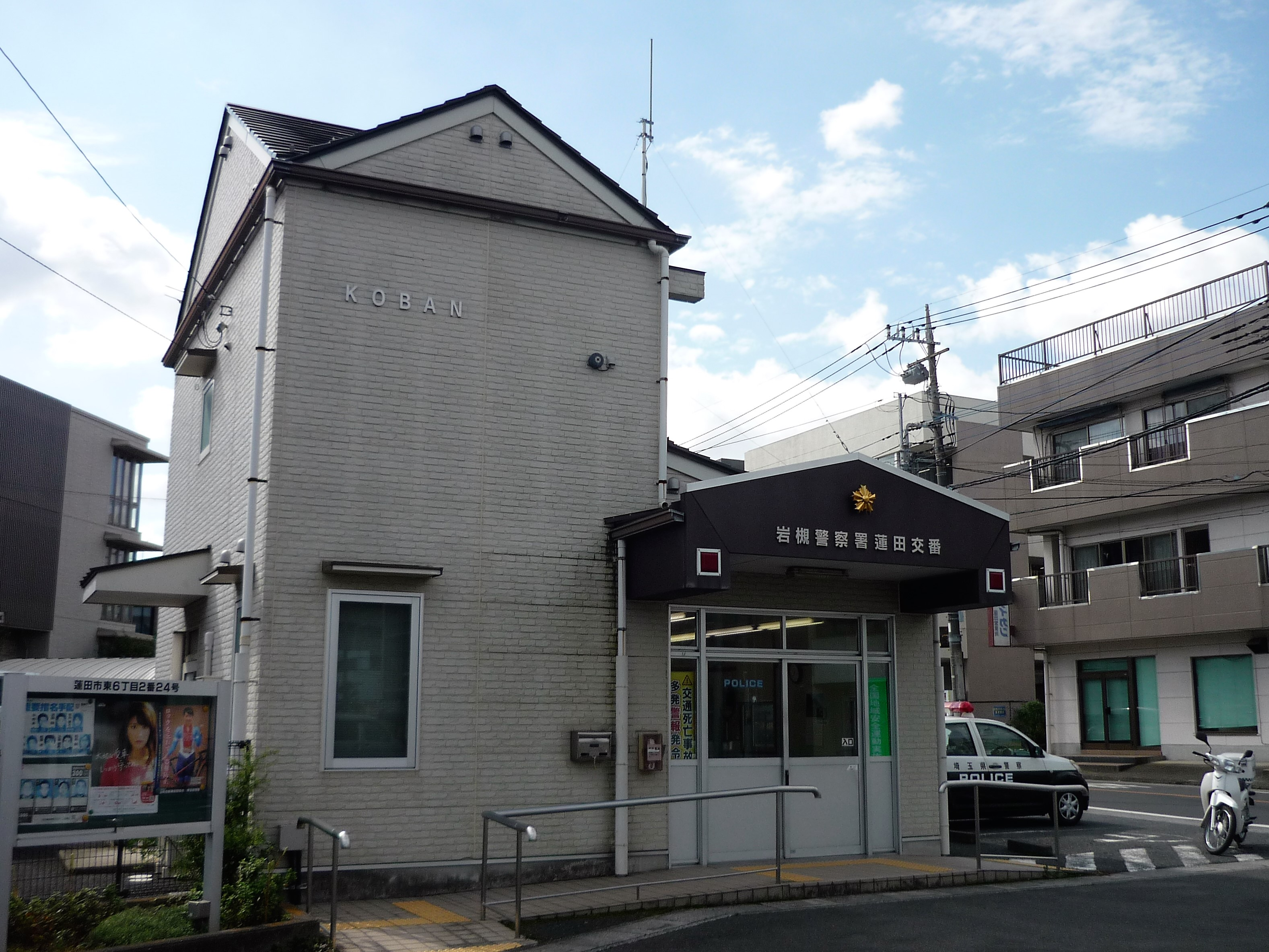
蓮田交番

## 沿革

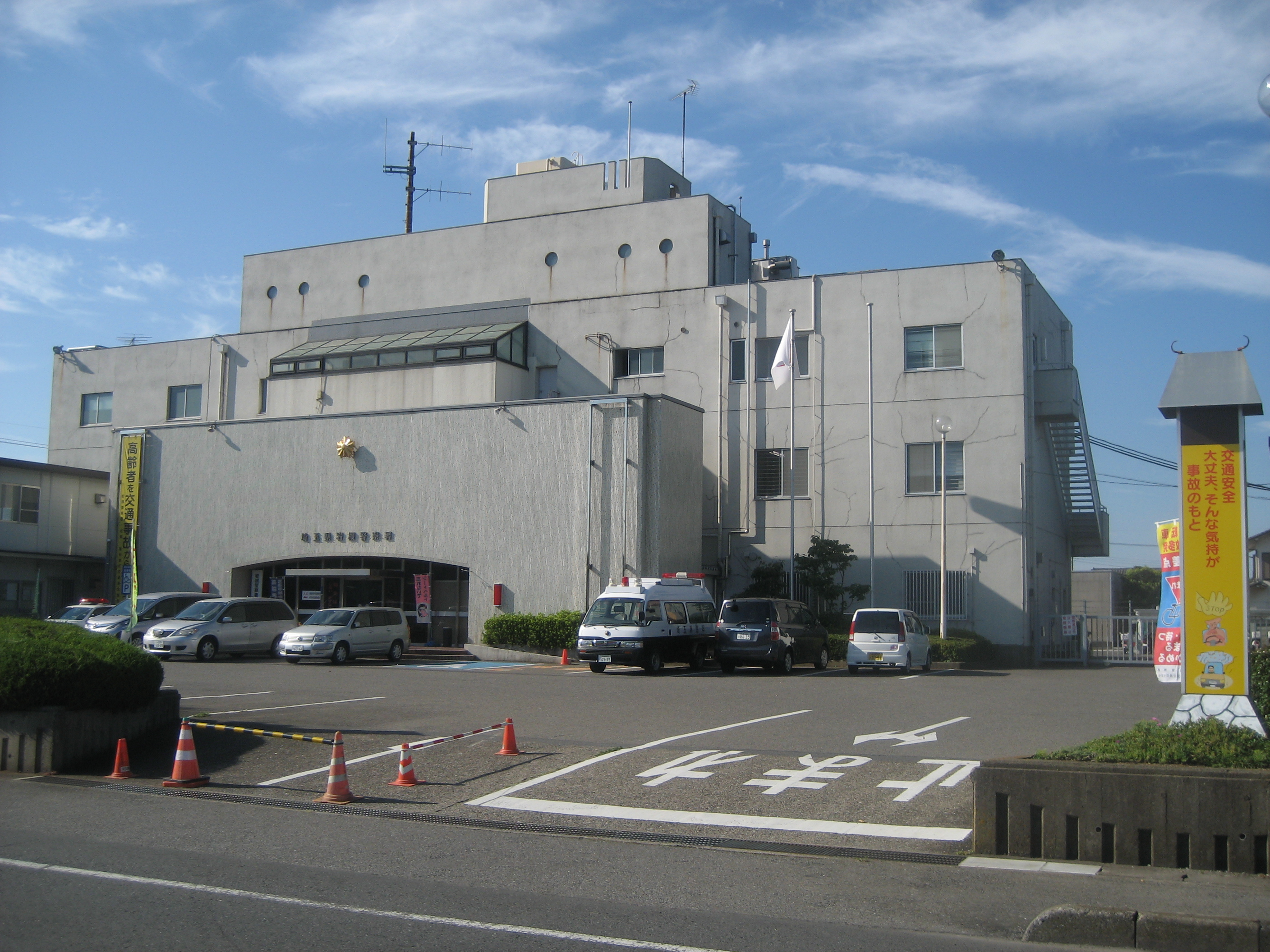
前庁舎

- 1948年 - 現在の岩槻区本町二丁目に、国家地方警察埼玉県岩槻地区警察署として開設。
- 1954年7月1日 - 警察法改正により、埼玉県岩槻警察署に改称。
- 1976年 - 現在地に移転。旧庁舎は岩槻市立中央図書館（現・さいたま市立岩槻図書館）の館舎建替中の書庫として利用された後、1982年5月1日より岩槻市立郷土資料館（現・さいたま市立岩槻郷土資料館）となる。
- 2016年1月12日 - 前庁舎の老朽化による建て替えに伴い、仮庁舎へ移転。
- 2018年7月12日 - 新庁舎にて業務開始。